# Иван Шишкин
Иван Иванович Шишкин (на руски: Ива́н Ива́нович Ши́шкин) (25 януари 1832 – 20 март 1898) е руски художник, пейзажист, който тясно се свързва с движението Передвижници.

## Биография
Шишкин е роден на 25 януари 1832 г. в Елабуга, Вятска губерния (днес Република Татарстан). Произхожда от древната вятска фамилия Шишкини. Баща му е търговец. На 12 години семейството му определя Иван да учи в Първа Казанска гимназия, но стигайки до пети клас, я напуска и постъпва в Московското училище по живопис, скулптура и архитектура (1852 – 56). След завършването ѝ продължава обучението си в Императорската художествена академия (1856 – 1860 г.), където е ученик на проф. Сократ Варабьов. Занятията в академията обаче не са му достатъчни и той усърдно рисува етюди от натура в околностите на Санкт Петербург и на остров Валаам, благодарение на което все повече нараства умението му да предава природата точно с молив и четка. Още първата година в Академията му присъждат два малки сребърни медала за една класна рисунка и за един пейзаж от околностите на Санкт Петербург. През 1858 получава голям сребърен медал за един изглед от Валаам, през 1859 г. – малък златен медал за пейзаж от околностите на Санкт Петербург и накрая – през 1860 г. получава голям златен медал за два пейзажа от местността Куко на остров Валаам.
Заедно с последната награда получава и стипендия за пътуване зад граница. Така Шишкин заминава през 1861 за Мюнхен, посещава ателиетата на известни художници, сред които на Бено Адам и Франц Адам, ползващи се с голяма известност заради картините си с животни. През 1863 Шишкин заминава за Цюрих, където под ръководството на проф. Рудолф Колер, считан по онова време за един от най-добрите художници на животни, рисува от натура. Прави екскурзия до Женева с цел запознаване с работите на Франсоа Диде и Александър Калам, а след това заминава за Дюселдорф и рисува по поръчка на Н. Бикова „Пейзаж от околностите на Дюселдорф“, картина, по-късно пренесена в Санкт Петербург, която му носи званието академик.
През 1866 г. Шишкин става член на Императорската художествена академия в Санкт Петербург и е професор по рисуване от 1873 до 1898 г. По същото време води и класа по пейзажна живопис в Художествената гимназия на Санкт Петербург.
Зад граница Шишкин се занимава и с рисуване с перо. Тези произведения предизвикват въодушевлението на чужденците и някои са изложени в Дюселдорфския музей, редом с рисунките на първокласни европейски майстори.
За известно време Шишкин живее и работи в Швейцария и Германия, благодарение на стипендия от Санктпетербургската жудожествена академия. При завръщането си в Петербург, той става член на Передвижниците и Обществото на руските акварелисти. Взима също участие в изложбите на Академията по изкуствата, Всеруската изложба в Москва (1882), Нижни Новгород (1896) и Световното изложение (Париж, 1867 и 1878; Виена, 1873). Методът на рисуване на Шишкин се основава на аналитично изучаване на природата. Художникът става известен със своите горски пейзажи и също като изявен автор на гравюри.
Иван Шишкин притежава дача във Вира, южно от Санкт Петербург. Там той създава някои от най-хубавите си пейзажи. Творбите му са забележителни с поетичното обрисуване на сезоните в горите, дивата природа, животните и птиците. Шишкин умира през 1898 г. в Санкт Петербург, докато работи върху нова картина. Погребан е в Тихвинското гробище.
Малката планета 3558 Шишкин, открита от съветския астроном Людмила Журавльова, е кръстена на художника.

## Галерия
- Мелница в полето
- Букова гора в Швейцария
- В околностите на Москва, Братсево
- Дъб
- Борова гора, Вятска губерния
- Из околностите на Гурзуф
- Бара
- В парка
- Горски пейзаж